# Playa de Guadamía
La playa de Guadamía, forma castellanizada de playa de Aguamía, también conocida como L'Aguada, se encuentra en la localidad de Llames de Pría, en la desembocadura del río Guadamía, que es el que marca el límite entre Llanes y Ribadesella (Asturias, España).
Se enmarca en las playas del Costa Verde Asturiana y está considerada paisaje protegido, desde el punto de vista medioambiental (por su vegetación y también por sus características geológicas). Por este motivo está integrada en el Paisaje Protegido de la Costa Oriental de Asturias.

## Descripción
La playa presenta forma irregular, y se accede a ella por un antiguo camino de carretas que lleva desde el cercano pueblo de Llames de Pría. También existen dos accesos accesibles a pie por la ladera de Cuerres.
La playa no cuenta con ningún servicio, fuera de realizarse su limpieza.
Rodeada de acantilados (que se encuentran llenos de covachas y de los llamados «bufones» —estrechas chimeneas verticales por las que el agua sale a borbotones haciendo en ese proceso gran estruendo al mezclarse el agua salada con el aire—) podría considerarse un marco idóneo para el estudio del modelado kárstico. Se podría considerar una playa fluvial.